# جو بيل (لاعب كرة قدم)
جو بيل (بالإنجليزية: Joe Bell)‏ هو لاعب كرة قدم نيوزيلندي في مركز الوسط، ولد في 27 أبريل 1999 في برستل في المملكة المتحدة. لعب مع نادي فيكينغ.

## وصلات خارجية
- جو بيل على موقع الاتحاد الدولي (مؤرشف)  (الإنجليزية)
- جو بيل على موقع اتحاد النرويج (النرويجية)
- جو بيل على موقع قاعدة بيانات كرة القدم.إي يو (الإنجليزية)
- جو بيل على موقع ناشيونال فوتبول تيمز (الإنجليزية)
- جو بيل على موقع Soccerway.com (الإنجليزية)
- جو بيل على موقع أوليمبيديا (الإنجليزية)
- جو بيل على موقع اللجنة الأولمبية النيوزيلندية (الإنجليزية)